# Øllingsø
Øllingsøe eller Øllingsøegaards oprindelse er noget bøndergods som Laurens Muus i 1390 tilskødede Otto Jensen Markmand. Det er nok denne mand der sandsynligvis har anlagt Øllingsøe. Gården ligger i Græshave Sogn, Lollands Sønder Herred, Maribo Amt, Rudbjerg Kommune. Hovedbygningen er opført i 1869
Øllingsøe Gods er på 774,3 hektar med Strandlyst, Hestehaven, Volshavegård, Gabrielsminde og Ravnsbygård

## Ejere af Øllingsø
- (1390) Laurens Muus
- (1390-1401) Otto Jensen Markmand
- (1401-1431) Slægten Markmand
- (1431-1447) Stig Pors
- (1447-1474) Erik Stigsen Pors
- (1474-1475) Stig Eriksen Pors / Erik Eriksen Pors
- (1475-1494) Stig Eriksen Pors
- (1494-1559) Christian Eriksen Pors
- (1559-1589) Rudbek Christiansen Pors
- (1589-1603) Stig Christiansen Pors
- (1603-1607) Claus Stigsen Pors / Rudbek Stigsen Pors
- (1607-1617) Claus Stigsen Pors
- (1617-1660) Claus Clausen Pors / Rudbek Clausen Pors
- (1660-1670) Rudbek Clausen Pors
- (1670) Birgitte Rudbeksdatter Pors gift Kaas
- (1670-1678) Henning Dahldorff
- (1678-1686) Jacob Gewecke
- (1686-1689) Christian V
- (1689-1698) Margrethe Gjedde gift Vind
- (1698-1704) Erik Holgersen Vind
- (1704) Edel Urne Mund gift (1) Vind (2) Storgaard (3) Müller
- (1704-1715) Erik Larsen Storgaard
- (1715) Edel Urne Mund gift (1) Vind (2) Storgaard (3) Müller
- (1715-1733) Georg Rudolph Müller
- (1733) Niels Eriksen Vind
- (1733-1734) Niels Eriksen Vinds dødsbo / Georg Rudolph Müllers dødsbo
- (1734-1738) Christiane Ulrikke Henningsdatter von Lützow gift (1) Vind (2) Mühlenfort
- (1738-1743) Diderich Mühlenfort
- (1743-1766) Frantz Mathiesen Thestrup
- (1766-1770) Hans Riegelsen (far til skribenten Niels Ditlev Riegels)
- (1770) Andreas Hansen Riegelsen / Jacob Flindt Hansen Riegelsen
- (1770-1775) Andreas Hansen Riegelsen
- (1775-1790) Hans Didericksen
- (1790-1793) Margrethe Marie Neander gift (1) Seehusen (2) Didericksen
- (1793-1813) Jørgen Henrich Seehusen (svigersøn)
- (1813-1819) Diderikke Lønborg gift Seehusen
- (1819-1827) Diderikke Geogrgia Jørgensdatter Seehusen gift Wilhjelm (datter)
- (1827-1868) Mathias Hamborg Wilhjelm (svigersøn)
- (1868-1878) Mathias Henrik Seehusen Wilhjelm (søn)
- (1878-1893) Sophie Louise Benedicte Kirstine Fasting gift Wilhjelm
- (1893-1943) Lauritz Gerhard Fasting Wilhjelm (søn)
- (1943-1944) Lauritz Gerhard Fasting Wilhjelms dødsbo
- (1944-1953) Margaret Zachariae gift Wilhjelm
- (1953-1975) Lykke Wilhjelm gift Danneskiold-Samsøe (datter)
- (1975-2011) Otto Frederik Aage greve Danneskiold-Samsøe (søn)
- (2011-) Helge greve Danneskiold-Samsøe (søn)

## Ekstern henvisninger
- Øllingesøgaard - fra Dansk Center for Herregårdsforskning Arkiveret 6. januar 2018 hos  Wayback Machine